# روس إنغان (أنغلزي)
روس إنغان (بالإنجليزية: Rhos-Engan)‏ هي منطقة سكنية تقع في ويلز في أنغلزي.